# Final Fantasy: Brave Exvius
Final Fantasy: Brave Exvius est un jeu vidéo de rôle développé par A-lim et Gumi, édité par Square Enix et sorti en 2015 sur iOS et Android. C'est un spin-off de la saga Final Fantasy, il marque la première collaboration entre Square Enix et Alim. L'application compte 30 millions de téléchargement en mars 2018.
Un portage sur Facebook est annoncé en septembre 2017 sous le titre Final Fantasy: Brave Exvius Tap!.

## Trame

### Monde
Les joueurs accèdent au scénario et à l'univers de Brave Exvius par la carte du monde. Elle affiche plusieurs continents, qui correspondent au déroulement de l'histoire principale (découpée en chapitre). Pour avancer dans l'histoire, le joueur doit débloquer chaque continent l'un après l'autre. Les nouveaux continents sont ajoutés de façon régulière au fur et à mesure que l'histoire se développe. 
Chaque continent propose un itinéraire entre des villes et des lieux importants, incluant plusieurs niveaux avec des objectifs propres

### Scénario
Le scénario se déroule sur Lapis, un monde ou les Cristaux Magiques existent au côté de visions, qui sont des manifestations physiques des pensées et des sentiments des gens. 
Le scénario se concentre sur Rain, un jeune chevalier du royaume de Grandshelt. Bien qu'il soit un fidèle chevalier accompli, il a le sentiment d'être dans l'ombre de son père, Sir Raegen. Rain et son ami d'enfance Lasswell voyagent sur leur vaisseau lorsqu'ils rencontrent Fina, une jeune fille coincée dans un cristal et qui implore leur aide. Fina les conduit au Temple de la Terre, où le cristal de la Terre est pris d'assaut par Véritas des Ténèbres, un homme qui prétend être l'un des six jurés de Paladia. Les véritables motivations de Véritas des Ténèbres demeurent inconnues, mais il semble désirer la fin du monde par la destruction de tous les cristaux. Bien que Rain et Lasswell n'aient jamais entendu parler de Véritas ou de son organisation, il se révèle un adversaire redoutable et réussit malgré tout à détruire le cristal de la Terre. 
Avec l'aide de Fina, une guérisseuse et archère amnésique, les deux chevaliers de Grandshelt décident de traquer Véritas des Ténèbres pour enrayer son plan destructeur.

## Système de jeu
Brave Exvius est un jeu de rôle basé sur le système de combat dit tour par tour en combinant des éléments de la saga Final Fantasy avec ceux des anciens jeux Brave Frontier d'Alim. Similaire à Brave Frontier, le système de combat repose sur une interface simplifiée, dans laquelle les joueurs peuvent ordonner à leurs personnages d'attaquer en touchant ceux qu'ils souhaitent faire attaquer. Les attaques spéciales et les objets peuvent être utilisés par un glissement de doigt sur le personnage, puis en choisissant la commande voulue. 
Le jeu reprend également des éléments de la saga Final Fantasy tels que des sorts, des attaques spéciales propres aux personnages, et l'invocation de créatures mythiques (connues sous le nom d'Espers). 
Les personnages sont représentés dans le style du pixel art. En tant que partie intégrante du système de gacha, les joueurs peuvent invoquer les personnages culte des anciens Final Fantasy et Brave Frontier, et des personnages issus d'autres franchises, via des collaborations spéciales (par exemple : certains personnages de la franchise Nier Automata, Lara Croft du jeu Tomb Raider), ou aussi des personnages célèbres comme Katy Perry ou Ariana Grande. La rareté s'échelonne d'une à sept étoiles, plus pour certains personnages un niveau supérieur, nommé Neo Vision, qui à la particularité de donner au personnage une seconde forme. Avec ces personnages, les joueurs peuvent former des équipes uniques et personnalisées de 5 membres. Ils peuvent également débaucher un sixième membre complémentaire d'un autre joueur. 
Les joueurs avancent à travers une série de niveaux, jusqu'à ce qu'ils rencontrent le "boss" du dernier niveau, et parviennent à le vaincre. Au fil de ces niveaux, les joueurs gagnent des points d'expérience, des matériaux de production et de l'argent. 
Le jeu comprend également des niveaux d'exploration (une nouveauté par rapport au jeu Brave Frontier) : les joueurs ont la possibilité d'y explorer librement la ville ou d'autres zones par manipulation tactile, à l'image  des grands classiques de RPG, et d'interagir avec les personnages non jouables, visiter des magasins, rechercher des ressources et combattre des ennemis (l'interface est la même que celle des autres niveaux plus basiques). Le personnage connu sous le nom de Gros Chocobo se cache dans certaines de ces zones d'exploration. Il vend des objets exclusifs en échange d'une ressource spécifique appelée "Quartz étoilé". 
Un mode arène est également disponible, permettant aux joueurs de combattre contre les équipes de personnages d'autres joueurs. 
Le jeu comprend aussi de nombreux événements à temps limité lors desquels des nouveaux niveaux et zones d'explorations sont disponibles pendant une durée limitée. 
Pour commencer la plupart des niveaux, les joueurs ont besoin de la ressource "endurance". Elle se recharge en temps réel, y compris lorsque le jeu est fermé. Les nouveaux joueurs commencent le jeu avec un maximum de 10 points d'endurance, qui augmente au fur et à mesure qu'ils complètent des niveaux et améliorent leur "rang de joueur.". 

### Éléments
Huit éléments structurent le jeu : le feu, la glace, l'eau, la foudre, la terre, le vent, la lumière et les ténèbres. Chaque élément répond à son contraire , deux par deux. Par exemple: le feu est efficace contre un personnage ayant une affinité avec la glace. La glace est efficace conte un personnage ayant une affinité avec le feu. 
Ces éléments revêtent une grande importance dans la lutte contre les ennemis intégrés au jeu, qui sont pour la plupart vulnérables à un élément spécifique (exemple : la plupart des monstres des régions enneigées sont vulnérables au feu et bien souvent les ennemis mécaniques peuvent être vaincus par la foudre).  

### Espers
L'invocation d'Espers est une des caractéristiques majeures du gameplay et est tirée des autres Final Fantasy. Dans cette saga, les Espers sont aussi connus entre autres comme des "invocations". Ce sont des créatures surnaturelles puissantes, qui se trouvent sur la carte du monde. Après avoir vaincu un Esper, le joueur peut choisir de l'attacher à un membre de son équipe, ce qui lui permet d'acquérir de nouvelles compétences, de renforcer ses pouvoirs. Le joueur peut également l'invoquer au cours d'un combat.   
Tout comme les autres membres de l'équipe, les Espers peuvent gagner des niveaux, améliorer leurs attributs et apprendre de nouvelles compétences.  

### Combos
En additionnant les temps d'attaque de tous les personnages de l'équipe, le joueur peut générer une succession de coup multiples et donc augmenter les dégâts infligés pendant le combat.  
Il y a 3 types de combos dans le jeu :  
- Combo normal : combo d'attaques normales.  
- Combo élémentaire : succession d'attaques normales avec un même élément.  
- Combo éclair : combos les plus puissants. Les combos éclairs s'effectuent lorsque les coups sont parfaitement synchronisés.

## Développement
Brave Exvius a été dévoilé pour la première fois en novembre 2014 au Final Fantasy Live à Tokyo, aux côtés de Final Fantasy Legends : Toki no Suisho et Final Fantasy Portal App. Le jeu sort au Japon en Octobre 2015.
Eiji Takahashi et Hisatoshi Hayakashi de Brave Frontier assurent ensemble la direction et la production du jeu. Noriyasu Agematsu a composé l'ensemble des musiques du jeu et Yoshitaka Amano s'est attaché à la conception graphique des personnages, enrichie de son expérience d'artiste-illustrateur pour les premiers jeux de Final Fantasy. 
Le 26 août 2015, une version beta a été conçue pour Android, disponible uniquement pour les joueurs qui disposaient déjà de leur compte sur le site Square Enix Japan. Une version globale, en langue anglaise, a été annoncée en Mai 2016, suivie d'une version beta en Suède soumise à une campagne de pré-enregistrement. 
Brave Exvius est officiellement disponible à l'échelle mondiale depuis le 29 juin 2016.

## Accueil
- Gamezebo : 3,5/5[2]
- TouchArcade : 3,5/5[3]
- Jeuxvideo.com  : 18/20[4]

Final Fantasy : Brave Exvius a reçu un accueil mitigé dans les colonnes de critiques de la revue Metracritic. Touch Arcade accorde une note de 3.5 sur 5, ajoutant "quand on est fan des séries de RPG classique de Square, ça vaut le coup. Sinon, j'ai peur bien peur que le jeu ne fasse pas l’unanimité". En janvier 2016, le jeu compte plus de 5 millions de téléchargements. En 2015, Square Enix a atteint son seuil de rentabilité grâce au développement simultané de plusieurs jeux, dont Exvius.  
Selon les estimations de l'entreprise d'analyse des revenus Sensor Tower, Final Fantasy Brave Exvius affiche un revenu mensuel de 13 millions de dollars pour le seul mois d'avril 2018 : la version japonaise pèse pour 3 millions de dollars sur l'App Store et 4 millions de dollars sur Google Play, la version globale 2 millions de dollars sur l'App Store et 4 millions de dollars sur Google Play.